# Thanatus nigromaculatus
Thanatus nigromaculatus es una especie de araña cangrejo del género Thanatus, familia Philodromidae. Fue descrita científicamente por Kulczynski en 1885.

## Distribución
Esta especie se encuentra en Rusia (Kamchatka).